# Aulacophora quadraria
Aulacophora quadraria es un coleóptero de la familia Chrysomelidae.
Fue descrita científicamente por primera vez en 1808 por Olivier.